# Jørgen Rangnes
Jørgen Rangnes (Ålgård, 20 aprile 1972) è un ex calciatore norvegese, di ruolo difensore.

## Carriera

### Club
Rangnes vestì la maglia dello Ålgård, per poi passare al Bryne. Debuttò nella Tippeligaen il 9 aprile 2000, quando fu titolare nel successo per 4-2 sullo Start, nel corso del quale andò anche in rete. Rimase in squadra fino al 2001.